# Anastasio Chinchilla
Anastasio Chinchilla Piqueras (Ayora, 1801-Sevilla, 1867) fue un médico, historiador, biógrafo y bibliógrafo de la medicina española.

## Biografía
Nació en la localidad valenciana de Ayora en 1801. Estudió en el Seminario de Orihuela, pero lo abandonó para estudiar Medicina en la Universidad de Valencia, donde se licenció en 1829. Opositó y logró plaza de médico militar y anduvo en diversas comisiones por todo el territorio español; con vocación docente, dio cursos de historia de la medicina en el Ateneo de Madrid y sustituyó a Tomás Vilanova Poyanos en la cátedra de zoología mientras estuvo enfermo. También dio clases de medicina legal y forense en el Liceo Valenciano (1841); se doctoró en 1846 y fue nombrado médico honorario de la Real Cámara. Falleció en 1867. Director de El Heraldo Médico de Madrid, también colaboraría en otras publicaciones periódicas como Boletín de Medicina, Cirugía y Farmacia o Boletín del Instituto Médico Valenciano, entre otras.
Se dedicó sobre todo a la biobibliografía de la medicina española y publicó una Historia general de la medicina española que ofrece una visión general de la evolución de la ciencia médica en este país; al aparecer antes que la de Antonio Hernández Morejón fue acusado de plagio, pues había trabajado para Morejón y ambos usaban manuscritos de Joaquín Villalba, por lo que existían no pocas coincidencias, pero la obra de Chinchilla es más amplia y en ella aparecen doscientos setenta y tres médicos que Morejón no menciona. Está dividida en cuatro secciones cronológicas: 1. De los fenicios hasta la invasión islámica; 2. Siglos medievales; 3. Desde finales del siglo XV hasta finales del XVIII; 4. Etapa contemporánea. La obra reivindica el mérito científico español con un nacionalismo típicamente romántico.

## Obras
- Historia general de la medicina española. Valencia, Imp. López y Cía., 1841-46, 4 vols.